# Amigo Fura-Olho
"Amigo Fura-Olho" é uma canção do cantores brasileiros Latino e Daddy Kall. Lançado em 6 de novembro de 2008, como primeiro single do álbum Junto e Misturado (2008). 
A canção é uma versão adaptada de "Ella y Yo" do cantor porto-riquenho Don Omar. "Amigo Fura-Olho" recepção positiva do público e da crítica, destacando-se pela sua batida envolvente e pela química entre os dois artistas.

## Crítica especializada
O crítico André Luiz de Mello Pereira, em sua análise do clipe de "Amigo Fura-Olho", oferece uma visão perspicaz sobre os elementos e as dinâmicas apresentadas na obra audiovisual. Em sua crítica, ele destaca a natureza direta da letra da música, que retrata um diálogo entre dois amigos em um bar, discutindo o dilema de um deles que se encontra envolvido com uma mulher comprometida. Pereira ressalta o papel de cada um dos três principais protagonistas do clipe. Primeiramente, ele menciona Latino, o cantor principal, descrevendo-o como alguém que parece não se importar em se envolver com uma mulher comprometida, embora ressalte que essa é uma interpretação apenas do vídeo e não uma acusação real.
O segundo elemento destacado é Daddy Kall, retratado como o amigo que encoraja o protagonista a continuar com seu comportamento questionável, incentivando-o a persistir em suas ações imprudentes. Pereira também observa uma familiaridade com o rosto de Daddy Kall, indicando uma possível conexão anterior com outras produções.

## Vídeo musical
O vídeo musical de "Amigo Fura-Olho" apresenta Latino e Daddy Kall em diversas cenas, o cenário principal é um bar, que serve como pano de fundo para a narrativa visual que se desenrola. Este ambiente é crucial para a construção da atmosfera da música, fornecendo um contexto realista para as interações entre os personagens principais.

## Formatos e faixas
- CD single

1. "Selinho na Boca" (com Daddy Kall) - 4:42

- Download digital

1. "Selinho na Boca" (com Daddy Kall) - 4:34